# 克蘭伯里萊克 (紐約州)
克蘭伯里萊克（英語：Cranberry Lake）是位於美國紐約州聖羅倫斯縣的普查規定居民點。

## 人口
根據2020年美國人口普查的數據，克蘭伯里萊克的面積為51.06平方千米，當中陸地面積為50.31平方千米，而水域面積為0.75平方千米。當地共有人口174人，而人口密度為每平方千米3.41人。